# Tomás Saraceno
Tómas Saraceno, født 1973 i Tucumán, Argentina, er en argentinsk arkitekt, performance- og multikunstner. Han studerede 1992-1999 kunst og arkitektur ved universitetet i Buenos Aires, og har videreuddannet sig bl.a. i Frankfurt a. M. og Venedig (under Olafur Eliasson).
Hans værk Cloud City er planlagt at indgå i et byggeprojekt på Spritgrunden i Aalborg. Værket består af 68 dodekaeder (tolv femkantede sideflader, med tre der mødes ved hvert hjørne) hver med en diameter på 4,5 meter, og vil blive 30 m. højt, 44 m. langt og 27 m. bredt. Det er anslået at ville koste 150 mio. kr., hvoraf Det Obelske Familiefond har bevilget 50 mio. kr.